# Свержение Сукарно
Свержение Сукарно — эпизод политической истории Индонезии в результате которого власть перешла от президента страны Сукарно к генерал-майору Сухарто.

## Предпосылки
В начале 1960-х годов экономика Индонезии переживала тяжелейший кризис. Национализация голландской собственности, а затем изгнание из страны голландцев и китайцев (всего было вынуждено эмигрировать свыше 160 тыс. человек) привели к дезорганизации транспортной системы и торговли, оттоку капиталов и нарушению внешнеэкономических связей, а привлечение армии к управлению государственным сектором только способствовало распространению коррупции и воровства. 
На содержание бюрократического аппарата и вооруженных сил уходило две трети всех бюджетных ассигнований, в то время как на нужды экономического развития тратилось заметно меньше. Непосильные военные расходы в связи с борьбой за Западный Ириан, а затем против Малайзии вели к срыву планов развития, на которые выделялось менее 10 процентов всех средств бюджета. Особое влияние на президента приобрел его заместитель в правительстве, министр иностранных дел и руководитель спецслужб страны Субандрио, сторонник союза с Китаем. Недовольство политикой президента привело к нарастанию внутриполитической напряжённости и противостояния различных политических сил в Индонезии, которое закончилось переворотом в стране.

## Смещение
Внутри президентского окружения созрел план т. н. контрзаговора, направленный на устранение ряда высших должностных лиц в составе вооруженных сил. Основной костяк заговорщиков составляли недовольные коррупцией офицеры из состава частей стратегического резерва армии и полка президентской гвардии во главе с подполковником Унтунгом, а также офицеры ВВС, придерживавшиеся левых взглядов.
В ночь с 30 сентября на 1 октября 1965 подразделения восставших заняли стратегические части Джакарты; были схвачены и убиты шесть высокопоставленных генералов, включая главкома сухопутных сил Ахмада Яни. Восставшие заявили о роспуске правительства и переходе всей власти в руки «Революционного совета», но больше не предприняли никаких попыток закрепить своё положение. Разрозненные выступления в поддержку «Движения 30 сентября» произошли только в Сулу, Семаранге, на Северной Суматре и Риау. Пользуясь возникшим хаосом, командующий стратегическим резервом армии генерал-майор Сухарто сумел собрать верные ему части, и в течение нескольких дней восстание было подавлено.
В настоящее время существует две основные версии того, кто был организатором Движения 30 сентября. Согласно одной из них, принятой в официальной индонезийской историографии во время правления Сухарто, переворот был организован Коммунистической партией (некоторые из членов Исполкома Политбюро КПИ, как считают исследователи, действительно могли принимать участие в заговоре, но в целом партия ничего об этом не знала и осудила попытку переворота, назвав её «внутренним делом армии») и поддержан Сукарно. Согласно другой версии, неудавшуюся попытку переворота использовал Сухарто с целью захвата власти.
После подавления мятежа Сухарто и армейское командование обвинили в организации переворота компартию — сначала в Джакарте, а затем и в провинции начались антикоммунистические погромы и массовые казни коммунистов и заподозренных в симпатиях к ним. В некоторых регионах страны были организованы отряды из числа местных жителей, которые вместе с армейскими подразделениями, участвовали в репрессиях. Не менее полумиллиона человек было убито, около полутора миллионов — арестовано.
2 октября Сукарно назначил Сухарто главнокомандующим армией. 1 ноября было сформировано командование «Копкамтиб» (индон. Kopkamtib, от индон. Komando Operasi Pemulihan Keamanan dan Ketertiban — Оперативное командование по восстановлению безопасности и порядка), которое также возглавил Сухарто. К январю 1966 года компартия была полностью разгромлена. К этому времени власть фактически перешла к высшему армейскому командованию во главе с Сухарто, хотя Сукарно продолжал формально оставаться президентом. 1 февраля 1966 года Сухарто было присвоено звание генерал-лейтенанта, вскоре он был назначен министром обороны.
Массовые антикоммунистические движения — Координационный центр мусульманских организаций, Молодёжь Панчасила, студенческий союз КАМИ, союз школьников КАППИ — при поддержке военных (прежде всего Сарво Эдди) с начала 1966 года стали выступать за отставку Сукарно. КАМИ и КАППИ устраивали демонстрации под лозунгом «Сукарно-1945 — да, Сукарно-1966 — нет!» Были выдвинуты Три народных требования — Tri Tuntutan Rakyat (TRITURA): запрет компартии и коммунистической идеологии, чистка госаппарата, снижение цен.
Мощная студенческая антипрезидентская демонстрация состоялась в Джакарте 10 января 1966. На следующий день началась всеобщая университетская забастовка. 15 января Сукарно выступил с угрожающей речью, но быстро вынужден был сдать позиции. 18 января 1966 делегация КАМИ во главе с Космасом Батубарой встретилась с Сукарно и выдвинула ультимативные требования к властям. Президент обещал всяческие уступки. Однако после завершения встречи силовики Сукарно попытались угрожать студентам, и это привело к резкому ужесточению протестов.
24 февраля 1966 года молодёжная демонстрация попыталась прорваться в президентский дворец. Произошло столкновение с охраной Сукарно. Несколько человек погибли, в том числе член КАМИ Ариф Рахман Хаким. Сукарно ответил запретом КАМИ и арестом ряда молодёжных активистов, в том числе лидера КАППИ Хюсни Тамрина. Начались массовые уличные акции за освобождение арестованных. В одном из уличных столкновений 30 марта был убит 14-летний член КАППИ Ихван Ридван Раис. Хюсни Тамрин и его соратники были освобождены.
11 марта 1966 года Сукарно подписал декрет, известный как «Суперсемар» (индон. Supersemar, от индон. Surat Perintah Sebelas Maret — Указ от 11 марта), согласно которому Сухарто получал право «действовать от имени президента». 12 марта 1967 года Временный народный консультативный конгресс (ВНКК) отстранил Сукарно от должности президента, назначив Сухарто исполняющим обязанности президента; бывший президент был помещён под домашний арест. 27 марта 1968 года на специальной сессии ВНКК Сухарто был официально избран на пост президента Индонезии. Процесс легитимного утверждения режима нового порядка, установившегося фактически с 1 октября 1965, завершился.